# Гербове на съветските републики

## История на герба на Съюза на съветските социалистически републики
- (1922–1936)
- (1936–1946)
- (1946–1956)
- (1956–1991)

## История на знамената на републиките

#### Арменска ССР
- 1936-1991

#### Азербайджанска ССР
- 1936-1991

#### Белoруска ССР
- 1922-1927
- 1927-1937
- 1937-1938
- 1938-1949
- 1958-1981
- 1981-1991
- 1991

#### Грузинска ССР
- 1936-1978
- 1978-1990
- 1990-1991

#### Естонска ССР
- 1940-1990
- 1990-1991

#### Закавказка СФСР
- 1922-1924
- 1924-1936

#### Казахска ССР
- 1936-1978
- 1978-1991

#### Карело-финска ССР
- 1940-1956

#### Киргизка ССР
- 1936-1991

#### Латвийска ССР
- 1940-1990
- 1990-1991

#### Литовска ССР
- 1940-1990

#### Молдавска ССР
- 1940-1990
- 1990-1991

#### Руска СФСР
- 1922-1978
- 1978-1991

#### Таджикска ССР
- 1929-1931
- 1931-1935
- 1935-1937
- 1937
- 1937-1940
- 1940-1991

#### Туркменска ССР
- 1925-1937
- 1937-1991

#### Украинска ССР
- 1922—1937
- 1937—1949
- 1949—1991

#### Узбекска ССР
- 1924-1937
- 1937-1947
- 1947
- 1947-1991

Към днешна дата някои бивши републики на СССР използват видоизменени версии на своите съветски гербове: Беларус, Приднестровието, Таджикистан и Узбекистан.